# Данилевич, Александр Степанович
Александр Степанович Данилевич (4 декабря 1918 — 6 июля 1977, город Луцк Волынской области) — советский партийный деятель, председатель Ровенского облисполкома. Кандидат в члены ЦК КПУ в январе 1956 — феврале 1960 г.

## Биография
Член ВКП(б) с 1948 года.
До декабря 1955 года — 1-й секретарь Владимирецкого районного комитета КПУ Ровенской области.
16 декабря 1955 — 19 января 1959 г. — председатель исполнительного комитета Ровенского областного совета депутатов трудящихся.
Затем работал 1-м секретарем Ковельского городского комитета КПУ Волынской области.
В 1962—1964 годах — секретарь партийного комитета Любомльского производственного колхозно-совхозного управления Волынской области.
В 1964 году окончил Луцкий педагогический институт.
С 1965 года — начальник отдела кадров Управления внутренних дел исполнительного комитета Волынского областного совета депутатов трудящихся.
После выхода на пенсию работал генеральным директором Волынского производственного объединения пиво-безалкогольной промышленности (Луцкого пивзавода). До 1977 года — директор Луцкого филиала Львовского учебно-производственного объединения Центрального правления Украинского общества слепых (специального училища для слепых).

## Звание
- майор
- подполковник

## Награды
- орден Ленина (26.02.1958)
- медали